# Sydsumatra
Sydsumatra (eller på indonesisk Sumatera Selatan) er en provins i Indonesien, beliggende på den sydlige del af øen Sumatra. Provinsen har et areal på 53.435 km2 og er beboet af ca. 6.900.000 indbyggere. Hovedstaden og den største by er Palembang med 1.241.000 indbyggere.
Sydsumatra grænser mod nord op til provinsen Jambi, mod vest Bengkulu og mod syd Lampung.

Andre større byer er:
- Lubuk Linggau – 148.300 indbyggere
- Baturaja – 134.800 indb.
- Prabumulih – 103.500 indb.
- Pagar Alam – 70.400 indb.
- Lahat - 65.900 indb.
- Tanjung Agung - 53.000 indb.

2°45′S 103°50′Ø / 2.750°S 103.833°Ø